# Jan-Erik Grundberg
Jan-Erik Grundberg, född 18 mars 1959 i Säby församling, en svensk friidrottare (höjdhopp). Han tävlade för Sundbybergs IK.